# Igunga (huyện)
Igunga là một huyện thuộc vùng Tabora, Tanzania. Thủ phủ của huyện Igunga đóng tại Igunga. Huyện Igunga có diện tích 6788 ki lô mét vuông. Đến thời điểm điều tra dân số ngày 25 tháng 8 năm 2002, huyện Igunga có dân số 324094 người.